# Échevinage
Pour les articles homonymes, voir Échevin (homonymie).
L'échevinage est un système d'organisation judiciaire par lequel une juridiction de jugement est composée simultanément de juges professionnels (magistrats) et de juges non professionnels. Ces derniers peuvent être de simples citoyens ou des personnes aptes à exercer la fonction de juge en raison de leur métier ou de leurs compétences. Les juridictions échevinales sont toutes spécialisées dans un type de contentieux.

## Juridictions échevinales en France
En France, on compte plusieurs juridictions échevinales :
- Le tribunal paritaire des baux ruraux. Il est composé d'un juge d'instance qui préside les audiences, et de quatre juges citoyens français âgés de plus de vingt-six ans non professionnels élus : deux représentants des propriétaires (bailleurs) et deux représentants des exploitants (preneurs). Ils sont élus pour 5 ans à partir de listes électorales établies par les maires des communes[1].

- Le tribunal des affaires de Sécurité sociale. Il est composé d'un juge du tribunal de grande instance, qui préside les audiences, et de deux assesseurs non professionnels désignés pour 3 ans par le premier président de la cour d'appel. Les organisations syndicales de salariés et d'employeurs des professions agricoles et non agricoles les plus représentatives présentent les candidats. La composition est paritaire : un représentant des salariés, et un représentant des employeurs[2]. [Attention, ces tribunaux ont été supprimés et remplacés à compter du 1er janvier 2019 par le Pôle social du tribunal judiciaire / A mettre à jour]
- Le tribunal maritime. Il est composé de cinq juges : un magistrat de l'ordre judiciaire, président, deux magistrats, assesseurs, ainsi que deux assesseurs maritimes, choisis par une commission « au regard des garanties d'impartialité et de leur expérience de la navigation maritime".

- Le tribunal du contentieux de l'incapacité. Il est composé d'un président magistrat honoraire de l'ordre administratif ou judiciaire, ainsi que de quatre assesseurs : deux représentant les travailleurs salariés et deux représentant les employeurs ou travailleurs indépendants. Les membres sont désignés pour 3 ans. Le président est nommé par arrêté du garde des Sceaux, et les assesseurs sont choisis par le premier président de la cour d'appel, d'après une liste dressée par les organisations professionnelles les plus représentatives[3].

- La Cour nationale de l'incapacité et de la tarification de l'assurance des accidents du travail. Elle est composée d'un président magistrat du siège de la cour d'appel, de présidents de section de la même cour d'appel et d'assesseurs représentant les travailleurs salariés d'une part, et les employeurs ou travailleurs indépendants d'autre part[4].

- Le tribunal pour enfants. Il est composé du procureur de la République, d'un juge des enfants et de deux juges assesseurs, désignés par le garde des Sceaux. Ces assesseurs sont non professionnels, de plus de trente ans, issus de la société civile et nommés pour 4 ans en raison de leurs compétences[5].

- Le tribunal du travail ainsi que le conseil de prud'hommes lorsque ce dernier siège en formation de départage.

- Le tribunal mixte de commerce

- La Cour de justice de la République

- La cour d'assises
- Les chambres disciplinaires de première instance du Conseil National de l'Ordre des médecins composées par des médecins "assesseurs"  et présidées par un magistrat professionnel[6].

- La Cour nationale du droit d'asile, composé de trois membres : un magistrat en poste ou à la retraite, en tant que président ; deux assesseurs, l'un nommé par le vice-président du Conseil d'État et l'autre par la délégation française du Haut Commissariat des Nations unies pour les réfugiés.

## Les jurys populaires
Il existe également des juridictions pénales dans lesquelles un jury populaire délibère avec les magistrats professionnels. Les jurés sont des citoyens de plus de 23 ans, sachant lire et écrire en français, jouissant de leurs droits politiques, civils et de famille, et ne se trouvant dans aucun cas d'incapacité ou d'incompatibilité (membres du gouvernement, parlementaires, magistrats, fonctionnaires de police, militaires).
Ils sont tirés au sort sur une liste tous les ans. Deux juridictions pénales font actuellement appel au jury populaire : la cour d'assises (depuis le 1er janvier 2012, six jurés en première instance et neuf en appel), et le tribunal criminel de Saint-Pierre-et-Miquelon (quatre jurés en première instance, six en appel).
Le rôle des jurys populaires a notamment fait l'objet d'un débat, à la suite de la publication d'une étude sur l'impact des médias sur les décisions de justice. Les défenseurs des jurys populaires affirment qu'ils constituent contrepoids aux travers inhérents à la professionnalisation de la Justice. Ceux qui remettent en cause le rôle des jurys populaires affirment notamment que ceux-ci peuvent être manipulés par un contexte extérieur (médias, télévisions, ou professionnels du droits).